# Bahamas Women's Open
Il Bahamas Women's Open è stato un torneo professionistico di tennis giocato sul cemento, che faceva parte dell'ITF Women's Circuit, nella categoria W100+H Si è giocato due volte al the National Tennis Centre di Nassau in Bahamas.

## Albo d'oro

### Singolare
| Anno | Campionessa         | Finalista        | Punteggio |
| ---- | ------------------- | ---------------- | --------- |
| 2011 | Nastas'sja Jakimava | Angelique Kerber | 6–3, 6–2  |
| 2012 | Aleksandra Wozniak  | Alizé Cornet     | 6–4, 7–5  |

### Doppio
| Anno | Campionesse                        | Finaliste                        | Punteggio        |
| ---- | ---------------------------------- | -------------------------------- | ---------------- |
| 2011 | Natalie Grandin Vladimíra Uhlířová | Raquel Kops-Jones Abigail Spears | 6–4, 6–2         |
| 2012 | Janette Husárová Katalin Marosi    | Eva Birnerová Anne Keothavong    | 6–1, 3–6, [10–6] |